# Костобоки
Костобоки (на латински: Costoboci, Costobocae, Castabocae, Coisstoboci; на старогръцки: Κοστωβῶκοι, Κοστουβῶκοι or Κοιστοβῶκοι са антично варварско племе, обитаващо земите между северна Карпатия и река Днестър. Вероятно са били родствено племе на гетите, но понякога са определяни като келти, германи или сармати.
През 1 век Плиний Стари споменава за сарматското племе Cotobacchi живеещо по долното поречие на р. Дон. През 170 – 1 г. костобоките в съюз с маркоманите и квадите нападат Римската империя, преминават Дунав и плячкосват Мизия, Тракия, Ахея и Македония. Малко по-късно земите на костобоките са нападнати и завладени от вандалите. Част от костобоките успяват да се спасят на територията на съседното племе карпи.